# تفسير الثعالبي (كتاب)
تفسير الثعالبي المسمى بـالجواهر الحسان في تفسير القرآن للإمام عبد الرحمن الثعالبي المالكي (786 هـ - 875 هـ).وهو مختصر في التفسير ويعد مرجعاً مهما في بابه لأنه يعتبر عصارة تفسير ابن عطية الذي يعتبره ابن خلدون عصارة التفاسير المتقدمة عليه، يعتبر في الجملة تفسيرا أثريا ذا نزعة صوفية وعظية يهتم بالقضايا الاجتماعية، كما يهتم بالمقارنة بين مختلف التفاسير، وترجيح بعضها على الآخر، وذلك في مواضع كثيرة من تفسيره.

## نبذة عن المؤلف
عبد الرحمن الثعالبي (786 هـ - 875 هـ)، مفسر وفقيه مالكي صوفي وفقيه ومتكلم على طريقة أهل السنة من الأشاعرة. ولد بالجزائر موطن آبائه وأجداده الثعالبة، وهو أحد أعلام الأشاعرة المالكية في القرن التاسع الهجري.
كان من أولياء الله المعرضين عن الدنيا وأهلها، ومن خيار عباد الله الصالحين، توفي سنة 876هـ (ست وسبعين وثمانمائة من الهجرة) عن عمر يناهز تسعين سنة.

## نبذة عن الكتاب
من كلام المؤلف نفسه الذي ذكره في مقدمته وخاتمته يمكن تكوين فكرة عامة عن هذا التفسير، يقول الثعالبي في مقدمة تفسيره : «فإنى قد جمعت لنفسى ولك في هذا المختصر ما أرجو أن يقر الله به عينى وعينك في الدارين، فقد ضمَّنته بحمد الله المهم مما اشتمل عليه تفسير ابن عطية، وزدته فوائد جمَة، من غيره من كتب الأئمة، وثقات أعلام هذه الأُمَّة، حسبما رأيته أو روِيته عن الأثبات وذلك قريب من مائة تأليف، وما فيها تأليف إلا وهو لإمام مشهور بالدين ومعدود في المحققين، وكل مَنْ نقلت عنه من المفسِّرين شيئاً فمن تأليفه نقلت، وعلى لفظ صاحبه عوَّلت، ولم أنقل شيئاً من ذلك بالمعنى خوف الوقوع في الزلل، وإنما هي عبارات وألفاظ لمن أعزوها إليه، وما انفردتُ بنقله عن الطبري، فمن اختصار الشيخ أبي عبد الله محمد ابن عبد الله بن أحمد اللخمي النحوي لتفسير الطبرى نقلت، لأنه اعتنى بتهذيبه».
وقد أبان المؤلف عن رموز الكتاب فقال: «وكل ما في آخره: "انتهى" فليس هو من كلام ابن عطية، بل ذلك مما انفردت بنقله من غيره..... وجعلتُ علامة "التاء" لنفسي بدلاً من: "قلت"، ومَنْ شاء كتبها: قلت. وأما "العين" فلابن عطية. وما نقلته من الإعراب عن غير ابن عطية فمن الصفاقصى مختصر أبى حيان غالباً. وجعلت "الصاد" علامة عليه، وربما نقلتُ عن غيره معزواً لمن عنه نقلت. وكل ما نقلته عن أبى حيان - وإنما نقلى له بواسطة الصفاقصي - أقول: قال الصفاقصي: وجعلت علامة ما زدته على أبي حيان "م" وما يتفق لي إن أمكن فعلامته: "قلت".. وبالجملة فحيث أطلق، فالكلام لأبى حيان.»
ثم قال: «وما نقلته من الأحاديث الصحاح والحسان عن غير البخاري ومسلم وأبي داود والترمذي في باب الأذكار والدعوات، فأكثره من النووي وسلاح المؤمن. وفي الترغيب والترهيب وأصول الآخرة، فمعظمه من التذكرة للقرطبي، والعاقبة لعبد الحق. وربما زدت زيادة كثيرة من مصابيح البغوي وغيره، كما ستقف ـ إن شاء الله تعالى ـ على كل ذلك معزواً لمحاله. وبالجملة فكتابي هذا محشو بنفائس الحِكَم، وجواهر السُنن الصحيحة، والحسان المأثورة عن سيدنا محمد صلى الله عليه وسلم. وسميته بالجواهر الحسان في تفسير القرآن».
ثم نقل مما جاء في مقدمة تفسير ابن عطية، فذكر باباً في فضل القرآن، وباباً في فضل تفسير القرآن وإعرابه، وفصلاً فيما قبل في الكلام فيه، والجرأة عليه، ومراتب المفسِّرين، وفصلاً في اختلاف الناس في معنى قول النبي محمد: «أُنزِل القرآن على سبعة أحرف»، وفصلاً في ذكر الألفاظ التي في القرآن مما للغات العجم بها تعلق، وباباً في تفسير أسماء القرآن وذكر السورة والآية، ثم شرع في التفسير بعد ذلك كله، وفي كل ما تقدَّم يعتمد على ابن عطية وينقل عنه.
وفي خاتمة التفسير يقول الثعالبي: «وقد أودعه بحمد الله جزيلاً من الدرر، وقد استوعبتُ بحمد الله مهمات ابن عطية، وأسقطتُ كثيراً من التكرار وما كان من الشواذ في غاية الوهى، وزدتُ من غيره جواهر ونفائس لا يُستغنى عنها، مميَّزة معزوَّة لمحالها، منقولة بألفاظها، وتوخيتُ في جميع ذلك الصِّدق والصواب».

## المنهج العام للتفسير
لم يخل منهج المصنف من عنصر النقد، فكما نقد كثيرا من الآثار والروايات سنداً، ومتناً؛ نقد أيضا في مواضع متعددة جماعةً من المفسرين وعلى رأسهم ابن عطية الذي اختاره المصنف ليكون أساس تفسيره فيصرح أحياناً ببعد التفسير أو اللفظة عن السياق فيقول مثلا: «وهذا تأويل بعيد من لفظ الآية كما ترى».
اهتم المصنف بذكر أسماء السور، وبذكر المكي والمدني منها، وأما من الناحية الكلامية فمنهجه منهج الأشعري يأول آيات العقائد تأويل الأشعرية ويوجهها توجيههم، وله ردود على المعتزلة وغيرهم وقد انتقد تفسير الزمخشري أيضا ظاهرة التصنع والرياء لدى بعض المتصوفة، ومن ناحية أخرى نقل في تفسيره نصوصا عن القشيري والمحاسبي ونقل من كتاب (سنن الصالحين) لأبي الوليد الباجي ومن التنوير لابن عطاء الله السكندري وعن صاحب التشوف المغربي وعن أبي القاسم اللجائي الصوفي وعن أبي مدين البجائي التلسماني وعن أبي الحسن الشاذلي فظهر الجانب صوفي واضحاً في منهجه، إذ كان هو نفسه صوفياً سنياً لا يذهب مذهب الحلول والغوص في مذهب وحدة الوجود.
اعتنى الثعالبي في تفسيره اعتناء عظيماً بالسنة النبوية باعتبارها بياناً للقرآن وأساساً هاماً لمنهج التفسير بالمأثور الذي اختاره لنفسه فالتزم تخريج الأحاديث التي يوردها أو يوردها غيره من المفسرين، أما موقفه من الإسرائيليات فقد نقد المصنف الإسرائيليات في عدة مواضع من تفسيره إلا أنه لم يهملها تماما، وذكر جملة منها، فهو يذكرها بدون أن يذكر سنده إلى من يروى عنه، ولكنه يتعقب ما يذكره بما يفيد عدم صحته، أو على الأقل بما يفيد عدم القطع بصحته.

## وصلات خارجية
- الجواهر الحسان في تفسير القرآن نسخة محفوظة 27 فبراير 2017 على موقع واي باك مشين.